# 육경 (동오)
육경(陸景, 250년 ~ 280년 2월 6일)은 중국 삼국시대 오나라의 무장으로 자는 사인(士仁)이다.

## 행적
육항(陸抗)의 차남이자 육손(陸遜)의 손자이며, 어머니는 장승(張承)의 딸로 제갈각(諸葛恪)의 친척이다. 몸을 닦고 학문을 좋아해 수십 편의 저서가 있다고 한다.
어머니가 제갈각의 친척이었기에 253년에 손준(孫峻)이 제갈각을 주살하자 육경의 어머니가 쫓겨나 육경은 할머니 밑에서 자랐으며, 할머니가 죽자 육경은 심상을 3년 동안 했다고 한다. 그 후 손호(孫皓)의 친동생을 아내로 맞이해 기도위로 임명되었고, 비릉후로 봉해졌다가 274년에 아버지 육항이 죽자 그의 군대를 통솔하게 된 후에는 편장군, 중하독으로 임명되었다.
280년, 서진의 오 정벌이 일어나면서 2월 5일에 육안이 왕준의 별군에게 살해되었는데, 다음 날인 2월 6일에 육경 또한 살해되었고 이 때 당시 31세였다.

## 삼국지연의에서의 육경
서진의 오 토벌군을 상대로 강릉에서 두예군을 요격했다가 패배해 후퇴하다 서진의 장수 장상(張象)에게 죽는다.

## 육항의 친족 관계

### 관련 인물
육강　육손　육적

## 같이 보기
- 삼국지 인물 목록
- 진수 (서진)
- 배송지